# Саратовський (Кугарчинський район)
Сара́товський (рос. Саратовский, башк. Һарытау) — хутір у складі Кугарчинського району Башкортостану, Росія. Входить до складу Ісімовської сільської ради.
Населення — 126 осіб (2010; 103 в 2002).
Національний склад:
- башкири — 75%